# Compsocryptus orientalis
Compsocryptus orientalis är en stekelart som beskrevs av Alayo och Vassil Tzankov 1974. Compsocryptus orientalis ingår i släktet Compsocryptus och familjen brokparasitsteklar. Inga underarter finns listade i Catalogue of Life.